# Demokratikus Baloldal Pártja
A Demokratikus Baloldal Pártja (szlovák nevén:Strana demokratickej ľavice, rövidítve: SDL) szlovákiai szociáldemokrata elveket valló politikai párt volt. 1990-ben szakadt ki a CSKP-ből és 2005-ben egyesült hivatalos utódpártjával, a Smerrel.

## Története
1990-ben szakadt ki a Csehszlovákia Kommunista Pártjából. Részt vett a Moravcik-kormányban, amely azonban pár hónap alatt megbukott. 1999-ben a párt kettészakadt, a politikusok nagy része Robert Fico vezetésével új pártot alapított Irány-Szociáldemokrácia néven. Az új párt egyre népszerűbb lett.
2004-ben a Demokratikus Baloldal Pártja két másik párttal együtt egyesült a Fico vezette utódpárttal.

## Elnökei
- 1991-1996 Peter Weiss
- 1996-2001 Jozef Migaš
- 2001-2002 Pavel Koncoš
- 2002-2004 Ľubomír Petrák

## Választási eredmények
| Választások | Szavazatok száma | Szavazatok aránya | Mandátumok száma | Mandátumok aránya | Parlamenti szerepe |
| ----------- | ---------------- | ----------------- | ---------------- | ----------------- | ------------------ |
| 1992-es     | 453 203          | 14,70%            | 29               | 19,33%            | ellenzék           |
| 1994-es     | 299 496          | 10,42%            | 18               | 12%               | ellenzék           |
| 1998-as     | 492 507          | 14,66%            | 23               | 15,33%            | kormánypárt        |
| 2002-es     | 39 163           | 1,36%             | 0                | 0%                | nem jutott be      |